# Fiscalitat energètica sostenible
Una fiscalitat energètica sostenible és un sistema d'imposts relacionats amb l'energia i que incorporen a la seva configuració l'argument de la sostenibilitat, d'una manera que pot ser econòmica, social o ambiental. Presenta avantatges en forma d'estímuls sobre les decisions de les empreses i de les persones perquè siguin favorables al desenvolupament sostenible des del punt de vista energètic. En canvi, no tenen com a objectiu la recaptació de diners per part del govern, cosa per la qual no suposen necessàriament una major pressió fiscal. Ha d'estar englobada en el marc d'una fiscalitat sostenible general (no només energètica).
Els incentius fiscals relacionats amb l'estalvi i l'eficiència energètics, per exemple, estarien dins d'aquest sistema fiscal, ja que promouen un tipus d'economia i consum més baixos en intensitat energètica (menor consum de combustibles fòssils) i, per tant, amb una menor emissió de carboni a l'aire (menor contaminació atmosfèrica i menor efecte Callendar).
La fiscalitat energètica existent actualment a Espanya no inclou cap element pensat per assolir un desenvolupament energètic sostenible. D'altra banda, els governs autonòmics a Espanya tenen una reduïda capacitat normativa en matèria de fiscalitat energètica sostenible. Per això, des de la Generalitat de Catalunya "s'haurà de defensar davant l'Estat aquelles figures impositives més adequades per al desenvolupament de la sostenibilitat energètica a la societat".

## Característiques
Amb una fiscalitat energètica sostenible, els consums i les conductes adreçades a la sostenibilitat són premiades, mentre que les conductes i consums contraris són penalitzats econòmicament. Aquest tipus de fiscalitat té tres característiques particulars que fan que sigui útil com a instrument econòmic:
- Fa efectiu els principis "qui contamina, paga" i "qui utilitza, paga", per a modificar el consum d'energia de manera que s'utilitzin els recursos energètics de manera més eficicient i racional.[1]
- Internalitza les externalitats i fa que els preus siguin un senyal més efectiu. Es milloren els senyals de preus en gravar béns, consums o conductes no sostenibles incorporant en el preu dels productes o serveis un recàrrec o cost econòmic.[1]
- Pot atorgar a l'administració pública un finançament addicional per al desenvolupament de polítiques de sostenibilitat, com per exemple el desenvolupament d'infraestructures per als vehicles elèctrics.[1]

En el cas particular de les empreses, incentiva que introdueixin innovacions tecnològiques a més llarg termini, amb una major flexibilitat per assolir els seus objectius de sostenibilitat.

## Altres eines
Altres instruments de mercat per a promoure el desenvolupament sostenible de l'energia són els impostos, les taxes, els sistemes de permisos negociables (per exemple, el comerç de drets d'emissió de CO₂) i els incentius econòmics directes (per exemple, subvencions o les primes a la producció d'energia elèctrica en règim especial).
Concretament dins de l'àmbit energètic a Espanya, s'usen, per exemple, el règim de primes en el règim especial de
producció d'energia elèctrica amb energies renovables i cogeneració, les subvencions en estalvi i eficiència energètica (Estratègia E4) i les subvencions en alguns àmbits de les energies renovables (PER 2010).